# Helicina rostrata
Helicina rostrata е вид коремоного от семейство Helicinidae. Видът е застрашен от изчезване.

## Разпространение
Разпространен е в Гватемала и Никарагуа.